# Fredrik Wilhelm Leijonancker (1737–1801)
Fredrik Wilhelm Leijonancker, född 21 augusti 1737 i Stettin, död 26 mars 1801 i Norrköping, var en svensk sjömilitär.
Fredrik Wilhelm Leijonancker var son till viceamiralen Gustaf Fredrik Leijonancker och bror till Gustaf Adolf Leijonancker. Han blev lärstyrman vid amiralitetet 1750 och löjtnant 1755. Som nybliven löjtnant tog han värvning i franska flottan, där han tjänstgjorde i 1755–1758, och deltog med goda vitsord i flera expeditioner bland annat till Medelhavet där han var med om belägringen av och slaget vid Mahon på Menorca. Leijonancker befordrades till major 1774 och överstelöjtnant 1781. Han tjänstgjorde 1779–1781 som flaggkapten på den eskader, som årligen sändes till Nordsjön för att upprätthålla den väpnade neutraliteten och skydda Sveriges sjöhandel under kriget mellan England och Frankrike. Han förde befäl på linjeskeppet Prins Fredrik Adolf under sjöslaget vid Hogland, efter vilket han på grund av sin tapperhet befordrades till överste, och i sjöslaget vid Ölands södra udde 1789. Han ersatte Per Lilliehorn som divisionschef för linjeflottans arriärgarde efter den senares krigsrätt efter slaget vid Ölands södra udde. Vid anfallet på ryska flottan vid Reval fick divisionschefsfartyget Drottning Sofia Magdalena med Leijonancker ombord sin förstång bortskjuten, varigenom fartyget höll på att driva ned på den till ankars liggande ryska linjen, från vilket det utsattes för en våldsam eld, men i sista stund lyckades det sätta focken och pressa sig förbi. Vid Viborgska gatloppet blev hans skepp 3 juli så skadat, att det hamnade på efterkälken i förhållande till den övriga flottan, upphanns av två fientliga linjeskepp och en fregatt, vilka han efter två timmars strid tvingades stryka flagg emot och blev rysk krigsfånge. Han hade en tid kort innan för sina insatser befordrats till konteramiral. År 1789 blev Leijonancker ledamot av amiralitetskollegium, och 1791 tog han avsked ur krigstjänsten. På hans initiativ bildades 1771 örlogsmannasällskapet i Karlskrona i syfte att arbeta för sjökrigsvetenskapens utveckling och för höjandet av ledamöternas kunskaper inom ämnet. Leijonancker, som var djupt religiös, översatte även bland annat skrifter av Martin Luther.